# Tarnów Opolski
Tarnów Opolski (in tedesco Tarnau) è un comune rurale polacco del distretto di Opole, nel voivodato di Opole.
Ricopre una superficie di 81,6 km² e nel 2006 contava 9 943 abitanti.
Nel comune vige il bilinguismo polacco/tedesco.